# آرنو تانگوی
آرنو تانگوی (انگلیسی: Arnaud Tanguy؛ زادهٔ ۲۱ ژانویهٔ ۱۹۷۶) بازیکن فوتبال اهل فرانسه است.
از باشگاه‌هایی که در آن بازی کرده‌است می‌توان به باشگاه فوتبال استاد برستوا ۲۹ و باشگاه فوتبال کان اشاره کرد.